# 전건호
전건호(1993년 12월20일 ~ )는 대한민국의 가수다. 2020년 싱글 앨범 [사실 나는]으로 정식 데뷔했다.

## 방송
- 슈퍼스타K 7 (2015) - Top26
- 듀엣가요제 (2016)
- 언더커버 (2025)

## 음반
- 듀엣가요제 6회 (2016)
- 레벨업 OST (2019)
- 사실 나는 (2020)
- 2528, 3544 (내 번호 아직 그대로야) (2020)
- 초라한 나의 부탁은 (2021)
- 다정히 내 이름을 부르면 (경서예지 x 전건호) (2021)